# Trietanolamină
Trietanolamina sau TEA (cunoscută și sub denumirea de trolamină) este un compus organic cu formula chimică C6H15NO3. Este atât o amină, cât și un triol (trei grupe hidroxil în moleculă). Este un compus lichid, incolor sau ușor gălbui în caz de impurificare.
Sarea formată cu acidul salicilic se numește salicilat de trolamină.

## Obținere
La nivel industrial, trietanolamina este obținută în urma reacției dintre oxidul de etilenă și amoniac în soluție apoasă. În urma reacției se obțin și dietanolamina și etanolamina, dar raportul poate fi controlat prin stoechiometrie.